# Лимарёв, Николай Никифорович
Николай Никифорович Лимарёв (1937 — ?) — бригадир совхоза «Макеевский» Тарасовского района Ростовской области. Полный кавалер ордена Трудовой Славы (1990).

## Биография
Родился в 1937 году. Работал бригадиром совхоза «Макеевский» Тарасовского района Ростовской области.
Указами Президиума Верховного Совета СССР от 14 февраля 1975 года и от 23 декабря 1976 года награждён орденами Трудовой Славы 3-й и 2-й степени.
Указом Президента СССР от 27 августа 1990 года за самоотверженный высокопроизводительный труд, большие успехи, достигнутые во всесоюзном соцсоревновании, долголетнюю безупречную работу в одном хозяйстве Лимарёв Николай Никифорович награждён орденом Трудовой Славы 1-й степени. Стал полным кавалером ордена Трудовой Славы.

## Награды и звания
Награждён орденами Трудовой Славы 1-й, 2-й, 3-й степеней:
3 ст. 14.02.1975 № 21245
2 ст. 23.12.1976 № 1278
1 ст. 27.08.1990 № 791
- Медаль «За доблестный труд»
- Медаль «За трудовую доблесть»
- Медаль «Ветеран труда»